# Équipe de Slovaquie féminine de water-polo
L'équipe de Slovaquie féminine de water-polo est la sélection nationale représentant la Slovaquie dans les compétitions internationales féminines de water-polo. 
La sélection termine 12e du Championnat d'Europe féminin de water-polo 1993, 8e du Championnat d'Europe féminin de water-polo 2020, 12e du Championnat d'Europe féminin de water-polo 2022 et 15e du Championnat d'Europe féminin de water-polo 2024.